# Bandera de Bangladesh
La Bandera de Bangladesh va ser adoptada oficialment el 17 de gener del 1972 i està formada per un disc vermell representant el sol. El color vermell del disc també simbolitza la sang d'aquells que van morir en la independència de Bangladesh. El verd no representa a l'islam com en altres països musulmans sinó la terra de Bangladesh.

## Banderes històriques
Durant el 1971 i durant la guerra indo-paquistanesa del 1971 que és coneguda a Bangladesh com la Guerra d'Alliberament, s'hi va utilitzar una bandera semblant, la diferència és que hi havia un mapa de Bangladesh sobre el sol roig. Més tard, el mapa es va eliminar de l'ensenya per tenir un disseny més simple.

Bandera del Raj Britànic (1858-1947)
Bandera del Pakistan (1947-1971)
Bandera Mukti Bahini (o forces d'alliberament) (març-desembre 1971)
Bandera de Bangladesh (1971-1972)